# Campionato mondiale di hockey su ghiaccio - Prima Divisione 2005
Il Campionato mondiale di hockey su ghiaccio - Prima Divisione 2005 è stato un torneo di hockey su ghiaccio organizzato dall'International Ice Hockey Federation. Il torneo si è disputato fra il 17 e il 23 aprile 2005. Le dodici squadre partecipanti sono state divise in due gironi da sei ciascuno. Il torneo del Gruppo A si è svolto nella città di Debrecen, in Ungheria. Le partite del Gruppo B invece si sono disputate ad Eindhoven, nei Paesi Bassi. La Norvegia ha vinto il Gruppo A mentre l'Italia il Gruppo B, garantendosi così la partecipazione al Campionato mondiale di hockey su ghiaccio maschile 2006. Al contrario la Cina e la Romania, giunte all'ultimo posto dei rispettivi gironi, sono state retrocesse per il 2006 in Seconda Divisione. La Croazia e Israele, vincitrici dei due gironi della Seconda Divisione, sostituiscono nel 2006 la Cina e la Romania.

## Partecipanti

### Gruppo A
| Nazionale   | Qualificazione                                                |
| ----------- | ------------------------------------------------------------- |
| Giappone    | Quindicesimo e retrocesso dal Gruppo A del 2004.              |
| Norvegia    | Ospitante, seconda nella Prima Divisione - Gruppo A del 2004. |
| Polonia     | Terza nella Prima Divisione - Gruppo B del 2004.              |
| Ungheria    | Quarta nella Prima Divisione - Gruppo A del 2004.             |
| Regno Unito | Quinto nella Prima Divisione - Gruppo A del 2004.             |
| Cina        | Prima e promossa dalla Seconda Divisione - Gruppo A del 2004. |

### Gruppo B
| Nazionale   | Qualificazione                                                |
| ----------- | ------------------------------------------------------------- |
| Francia     | Sedicesima e retrocessa dal Gruppo A del 2004.                |
| Italia      | Seconda nella Prima Divisione - Gruppo B del 2004.            |
| Paesi Bassi | Ospitanti, terzi nella Prima Divisione - Gruppo A del 2004.   |
| Estonia     | Quarta nella Prima Divisione - Gruppo B del 2004.             |
| Romania     | Quinta nella Prima Divisione - Gruppo B del 2004.             |
| Lituania    | Prima e promossa dalla Seconda Divisione - Gruppo B del 2004. |

## Gruppo A

### Incontri
| Debrecen 17 aprile 2005, ore 13:00 | Regno Unito | 0 – 2 (0-0; 0-1; 0-1) referto | Polonia | Főnix Hall (300 spett.) |

| Debrecen 17 aprile 2005, ore 16:30 | Cina | 1 – 8 (0-2; 1-4; 0-2) referto | Giappone | Főnix Hall (300 spett.) |

| Debrecen 17 aprile 2005, ore 20:00 | Ungheria | 2 – 2 (2-1; 0-1; 0-0) referto | Norvegia | Főnix Hall (4.500 spett.) |

| Debrecen 18 aprile 2005, ore 13:00 | Polonia | 9 – 3 (2-1; 5-2; 2-0) referto | Cina | Főnix Hall |

| Debrecen 18 aprile 2005, ore 16:30 | Norvegia | 8 – 3 (4-1; 2-1; 2-1) referto | Regno Unito | Főnix Hall (300 spett.) |

| Debrecen 18 aprile 2005, ore 20:00 | Giappone | 0 – 3 (0-1; 0-1; 0-1) referto | Ungheria | Főnix Hall (3.000 spett.) |

| Debrecen 20 aprile 2005, ore 13:00 | Giappone | 5 – 3 (0-0; 2-1; 3-2) referto | Regno Unito | Főnix Hall (500 spett.) |

| Debrecen 20 aprile 2005, ore 16:30 | Norvegia | 3 – 2 (1-0; 0-1; 2-1) referto | Polonia | Főnix Hall (524 spett.) |

| Debrecen 20 aprile 2005, ore 20:00 | Cina | 0 – 9 (0-2; 0-4; 0-3) referto | Ungheria | Főnix Hall (3.500 spett.) |

| Debrecen 22 aprile 2005, ore 13:00 | Norvegia | 25 – 1 (6-0; 9-1; 10-0) referto | Cina | Főnix Hall (500 spett.) |

| Debrecen 22 aprile 2005, ore 16:30 | Polonia | 2 – 1 (1-0; 1-0; 0-1) referto | Giappone | Főnix Hall (500 spett.) |

| Debrecen 22 aprile 2005, ore 20:00 | Ungheria | 0 – 3 (0-0; 0-1; 0-2) referto | Regno Unito | Főnix Hall (4.800 spett.) |

| Debrecen 23 aprile 2005, ore 13:00 | Giappone | 0 – 5 (0-1; 0-2; 0-2) referto | Norvegia | Főnix Hall (600 spett.) |

| Debrecen 23 aprile 2005, ore 16:30 | Regno Unito | 10 – 0 (0-0; 6-0; 4-0) referto | Cina | Főnix Hall (700 spett.) |

| Debrecen 23 aprile 2005, ore 20:00 | Polonia | 1 – 1 (0-1; 1-0; 0-0) referto | Ungheria | Főnix Hall (5.128 spett.) |

### Classifica
| Pos. |             | PG | V | N | P | GF | GS | DR  | Pt |
| 1.   | Norvegia    | 5  | 4 | 1 | 0 | 43 | 8  | +35 | 9  |
| 2.   | Polonia     | 5  | 3 | 1 | 1 | 16 | 8  | +8  | 7  |
| 3.   | Ungheria    | 5  | 3 | 0 | 2 | 15 | 6  | +9  | 6  |
| 4.   | Giappone    | 5  | 2 | 0 | 3 | 14 | 14 | 0   | 4  |
| 5.   | Regno Unito | 5  | 2 | 0 | 3 | 19 | 15 | +4  | 4  |
| 6.   | Cina        | 5  | 0 | 0 | 5 | 5  | 61 | -56 | 0  |

### Classifica marcatori
| Giocatore          | PG | G | A | Pt | +/- | MP |
| ------------------ | -- | - | - | -- | --- | -- |
| Morten Ask         | 5  | 6 | 6 | 12 | +11 | 18 |
| Anders Bastiansen  | 5  | 5 | 5 | 10 | +12 | 0  |
| Lars Erik Spets    | 5  | 4 | 5 | 9  | +5  | 12 |
| Marius Trygg       | 5  | 5 | 3 | 8  | +5  | 2  |
| Patrick Thoresen   | 5  | 4 | 4 | 8  | +4  | 2  |
| Tore Vikingstad    | 5  | 4 | 4 | 8  | +7  | 2  |
| David Clarke       | 5  | 2 | 6 | 8  | -2  | 4  |
| Martin Knold       | 5  | 4 | 3 | 7  | +8  | 4  |
| Jacek Plachta      | 5  | 4 | 3 | 7  | +4  | 6  |
| Leszek Laszkiewicz | 5  | 3 | 4 | 7  | +4  | 4  |

Fonte: IIHF.com

### Classifica portieri
| Giocatore          | Min    | TC  | GS | SO | MGS  | Sv%   |
| ------------------ | ------ | --- | -- | -- | ---- | ----- |
| Rafal Radziszewski | 238:49 | 114 | 5  | 1  | 1.26 | 95.61 |
| Stephen Murphy     | 247:54 | 158 | 7  | 2  | 1.69 | 95.57 |
| Levente Szuper     | 179:25 | 102 | 5  | 1  | 1.67 | 95.10 |
| Pål Grotnes        | 299:55 | 91  | 8  | 1  | 1.60 | 91.21 |
| Naoya Kikuchi      | 237:46 | 86  | 9  | 0  | 2.27 | 89.53 |

Fonte: IIHF.com

## Gruppo B

### Incontri
| Eindhoven 17 aprile 2005, ore 13:00 | Estonia | 0 – 2 (0-1; 0-1; 0-0) referto | Italia | IJssportcentrum Eindhoven (480 spett.) |

| Eindhoven 17 aprile 2005, ore 16:30 | Romania | 3 – 6 (2-0; 1-3; 0-3) referto | Paesi Bassi | IJssportcentrum Eindhoven (1.520 spett.) |

| Eindhoven 17 aprile 2005, ore 20:00 | Lituania | 3 – 5 (2-4; 0-1; 1-0) referto | Francia | IJssportcentrum Eindhoven (318 spett.) |

| Eindhoven 18 aprile 2005, ore 13:00 | Italia | 7 – 0 (2-0; 2-0; 3-0) referto | Romania | IJssportcentrum Eindhoven (453 spett.) |

| Eindhoven 18 aprile 2005, ore 16:30 | Francia | 3 – 3 (0-2; 2-1; 1-0) referto | Estonia | IJssportcentrum Eindhoven (302 spett.) |

| Eindhoven 18 aprile 2005, ore 20:00 | Paesi Bassi | 3 – 3 (1-0; 1-3; 1-0) referto | Lituania | IJssportcentrum Eindhoven (788 spett.) |

| Eindhoven 20 aprile 2005, ore 13:00 | Lituania | 4 – 4 (1-2; 2-2; 1-0) referto | Estonia | IJssportcentrum Eindhoven (214 spett.) |

| Eindhoven 20 aprile 2005, ore 16:30 | Francia | 6 – 1 (1-0; 3-1; 2-0) referto | Romania | IJssportcentrum Eindhoven (355 spett.) |

| Eindhoven 20 aprile 2005, ore 20:00 | Italia | 1 – 1 (0-0; 1-1; 0-0) referto | Paesi Bassi | IJssportcentrum Eindhoven (1.494 spett.) |

| Eindhoven 22 aprile 2005, ore 13:00 | Italia | 5 – 1 (0-0; 5-1; 0-0) referto | Lituania | IJssportcentrum Eindhoven (832 spett.) |

| Eindhoven 22 aprile 2005, ore 16:30 | Estonia | 6 – 3 (3-0; 1-3; 2-0) referto | Romania | IJssportcentrum Eindhoven (277 spett.) |

| Eindhoven 22 aprile 2005, ore 20:00 | Paesi Bassi | 0 – 1 (0-0; 0-0; 0-1) referto | Francia | IJssportcentrum Eindhoven (1.611 spett.) |

| Eindhoven 23 aprile 2005, ore 13:00 | Romania | 0 – 5 (0-1; 0-3; 0-1) referto | Lituania | IJssportcentrum Eindhoven (242 spett.) |

| Eindhoven 23 aprile 2005, ore 16:30 | Francia | 1 – 2 (0-2; 1-0; 0-0) referto | Italia | IJssportcentrum Eindhoven (1.374 spett.) |

| Eindhoven 23 aprile 2005, ore 20:00 | Paesi Bassi | 3 – 3 (2-2; 0-0; 1-1) referto | Estonia | IJssportcentrum Eindhoven (1.356 spett.) |

### Classifica
| Pos. |             | PG | V | N | P | GF | GS | DR  | Pt |
| 1.   | Italia      | 5  | 4 | 1 | 0 | 17 | 3  | +14 | 9  |
| 2.   | Francia     | 5  | 3 | 1 | 1 | 16 | 9  | +7  | 7  |
| 3.   | Paesi Bassi | 5  | 1 | 3 | 1 | 13 | 11 | +2  | 5  |
| 4.   | Estonia     | 5  | 1 | 3 | 1 | 16 | 15 | +1  | 5  |
| 5.   | Lituania    | 5  | 1 | 2 | 2 | 16 | 17 | -1  | 4  |
| 6.   | Romania     | 5  | 0 | 0 | 5 | 7  | 30 | -23 | 0  |

### Classifica marcatori
| Giocatore          | PG | G | A | Pt | +/- | MP |
| ------------------ | -- | - | - | -- | --- | -- |
| Eduard Valiulin    | 5  | 2 | 4 | 6  | +4  | 2  |
| Dino Felicetti     | 5  | 1 | 5 | 6  | +2  | 6  |
| Darius Lelanas     | 5  | 5 | 0 | 5  | +1  | 6  |
| Roland Ramoser     | 5  | 3 | 2 | 5  | +1  | 2  |
| David Livingston   | 5  | 3 | 2 | 5  | +1  | 4  |
| Darius Pliskauskas | 5  | 2 | 3 | 5  | +1  | 0  |
| François Rozenthal | 5  | 2 | 3 | 5  | -1  | 2  |
| Mario Chitarroni   | 5  | 1 | 4 | 5  | +3  | 12 |
| Lauri Lehesalu     | 5  | 0 | 5 | 5  | 0   | 2  |
| Maksim Ivanov      | 5  | 4 | 0 | 4  | +2  | 4  |

Fonte: IIHF.com

### Classifica portieri
| Giocatore         | Min    | TC  | GS | SO | MGS  | Sv%   |
| ----------------- | ------ | --- | -- | -- | ---- | ----- |
| Jason Muzzatti    | 240:00 | 82  | 3  | 1  | 0.75 | 96.34 |
| Phil Groeneveld   | 298:18 | 187 | 11 | 0  | 2.21 | 94.12 |
| Fabrice Lhenry    | 298:49 | 111 | 9  | 1  | 1.81 | 91.89 |
| Andrei Sestakov   | 152:28 | 74  | 6  | 1  | 2.36 | 91.89 |
| Aleksei Terentjev | 146:50 | 85  | 9  | 0  | 3.68 | 89.41 |

Fonte: IIHF.com

### Roster dell'Italia
Allenatore:  Michel Goulet.
Lista dei convocati aggiornata al 17 aprile 2005.
| N. | Pos. | Nome                 | Anno | Alt. | Peso | Tiro | Squadra       |
| -- | ---- | -------------------- | ---- | ---- | ---- | ---- | ------------- |
| 1  | P    | Günther Hell         | 1978 | 176  | 84   | L    | Bolzano       |
| 2  | A    | Stefan Zisser        | 1980 | 170  | 82   | L    | Bolzano       |
| 3  | D    | Florian Ramoser      | 1979 | 188  | 82   | L    | Bolzano       |
| 4  | D    | Christian Borgatello | 1982 | 174  | 79   | R    | Dundee Stars  |
| 5  | D    | Armin Helfer         | 1980 | 191  | 88   | L    | Milano Vipers |
| 6  | D    | Michele Strazzabosco | 1976 | 193  | 98   | L    | Asiago        |
| 8  | A    | John Parco           | 1971 | 183  | 81   | L    | Asiago        |
| 9  | A    | Giorgio De Bettin    | 1972 | 174  | 73   | R    | Cortina       |
| 10 | D    | Nicola Fontanive     | 1987 | 176  | 80   | L    | Alleghe       |
| 11 | A    | Roland Ramoser       | 1972 | 192  | 90   | R    | Bolzano       |
| 12 | D    | André Signoretti     | 1979 | 174  | 88   | R    | Fassa Falcons |
| 14 | D    | Carlo Lorenzi        | 1981 | 176  | 75   | R    | Alleghe       |
| 15 | A    | Luca Ansoldi         | 1982 | 179  | 77   | R    | Merano        |
| 17 | A    | Matteo Molteni       | 1980 | 174  | 72   | L    | Milano Vipers |
| 19 | A    | Dino Felicetti       | 1970 | 174  | 85   | L    | Milano Vipers |
| 21 | A    | Luca Rigoni          | 1975 | 177  | 75   | L    | Asiago        |
| 22 | A    | Stefano Margoni      | 1975 | 187  | 85   | L    | Fassa Falcons |
| 24 | A    | Mario Chitarroni     | 1967 | 175  | 75   | L    | Milano Vipers |
| 25 | D    | Justin Peca          | 1970 | 173  | 87   | R    | Milano Vipers |
| 27 | A    | Giuseppe Busillo     | 1970 | 186  | 96   | L    | Milano Vipers |
| 28 | A    | Dino Grossi          | 1970 | 184  | 85   | R    | Val Pusteria  |
| 29 | P    | Renè Baur            | 1985 | 180  | 68   | L    | Val Pusteria  |
| 30 | P    | Jason Muzzatti       | 1970 | 182  | 86   | L    | Bolzano       |

LEGENDA:

P = Portiere, D = Difensore, A = Attaccante, L = sinistra, R = destra